# جون ألين (لاعب كريكت)
جون ألين (17 فبراير 1921 - 10 سبتمبر 1987) (بالإنجليزية: John Allen)‏ هو لاعب كريكت بريطاني (وحمل سابقاً جنسية المملكة المتحدة لبريطانيا العظمى وأيرلندا).

## وصلات خارجية
- جون ألين على موقع إي آس بي آن كريك إنفو (الإنجليزية)